# Winthrop Rockefeller
Winthrop Rockefeller, född 1 maj 1912 i New York, död 22 februari 1973 i Palm Springs, Kalifornien, var en amerikansk republikansk politiker och filantrop. Han var den 37:e guvernören i delstaten Arkansas 1967-1971. Han var guvernör i Arkansas samtidigt som brodern Nelson Rockefeller, senare USA:s vicepresident, var guvernör i New York. Rockefeller var den förste republikan att väljas till guvernör i Arkansas sedan rekonstruktionstiden.
Han föddes i New York som son till det berömda filantropparet John D. Rockefeller Jr. och Abby Aldrich Rockefeller. Winthrop Rockefeller studerade vid Yale University utan att någonsin ta examen. Han deltog i andra världskriget i USA:s armé och befordrades 1943 till major. Han gifte sig på Alla hjärtans dag 1948 med Barbara Sears. Paret fick en son, Winthrop Paul Rockefeller (1948-2006), och äktenskapet slutade i skilsmässa. Han gifte om sig 1956 med Jeannette Edris.
Rockefeller utmanade ämbetsinnehavaren Orval Faubus i 1964 års guvernörsval i Arkansas. Det första försöket var inte framgångsrikt, men två år senare lyckades han och besegrade James D. "Justice Jim" Johnson i guvernörsvalet. Rockefeller omvaldes 1968. Han kandiderade till en tredje mandatperiod men förlorade mot demokraten Dale Bumpers. Innan han lämnade guvernörsämbetet, ändrade Rockefeller alla dödsdömda fångars domar i Arkansas till livstids fängelse.
Sonen Winthrop Paul Rockefeller var viceguvernör i Arkansas 1996-2006. Brorsonen och sedermera senatorn Jay Rockefeller var demokratisk guvernör i West Virginia 1977-1985.